# Étalans
Étalans es una comuna nueva francesa situada en el departamento de Doubs, de la región de Borgoña-Franco Condado.

## Historia
Fue creada el 1 de enero de 2017, en aplicación de una resolución del prefecto de Doubs de 12 de agosto de 2016 con la unión de las comunas de Charbonnières-les-Sapins, Étalans y Verrières-du-Grosbois, pasando a estar el ayuntamiento en la antigua comuna de Étalans.

## Demografía
| Gráfica de evolución demográfica de Étalans entre 1800 y 2014 |
|                                                               |

Los datos entre 1800 y 2014 son el resultado de sumar los parciales de las tres comunas que forman la nueva comuna de Étalans, cuyos datos se han cogido de 1800 a 1999, para las comunas de Charbonnières-les-Sapins, Étalans y Verrières-du-Grosbois de la página francesa EHESS/Cassini. Los demás datos se han cogido de la página del INSEE.

## Composición
| Comuna delegada          | Código INSEE | Población (2013) | Superficie (km²) | Densidad (hab./km²) |
| ------------------------ | ------------ | ---------------- | ---------------- | ------------------- |
| Charbonnières-les-Sapins | 25123        | 193              | 9.1              | 21                  |
| Étalans                  | 25222        | 1219             | 23.95            | 51                  |
| Verrières-du-Grosbois    | 25610        | 34               | 7.86             | 4                   |